# Plesiophrictus bhori
Plesiophrictus bhori là một loài nhện trong họ Theraphosidae.
Loài này thuộc chi Plesiophrictus. Plesiophrictus bhori được Frederick Henry Gravely miêu tả năm 1915.